# Grand Prix Velké Británie 2017
Grand Prix Velké Británie 2017 (oficiálně 2017 Formula 1 Rolex British Grand Prix) se jela na okruhu Silverstone v Northamptonshire ve Velké Británii dne 16. července 2017. Závod byl desátým v pořadí v sezóně 2017 šampionátu Formule 1.

## Kvalifikace
| Poř.                        | No. | Jezdec            | Konstruktér               | Časy v kvalifikaci | Časy v kvalifikaci | Časy v kvalifikaci | Pořadí na startu |
| Poř.                        | No. | Jezdec            | Konstruktér               | Q1                 | Q2                 | Q3                 | Pořadí na startu |
| --------------------------- | --- | ----------------- | ------------------------- | ------------------ | ------------------ | ------------------ | ---------------- |
| 1                           | 44  | Lewis Hamilton    | Mercedes                  | 1:39.069           | 1:27.893           | 1:26.600           | 1                |
| 2                           | 7   | Kimi Räikkönen    | Ferrari                   | 1:40.455           | 1:28.992           | 1:27.147           | 2                |
| 3                           | 5   | Sebastian Vettel  | Ferrari                   | 1:39.962           | 1:28.978           | 1:27.356           | 3                |
| 4                           | 77  | Valtteri Bottas   | Mercedes                  | 1:39.698           | 1:28.732           | 1:27.376           | 9                |
| 5                           | 33  | Max Verstappen    | Red Bull Racing-TAG Heuer | 1:38.912           | 1:29.431           | 1:28.130           | 4                |
| 6                           | 27  | Nico Hülkenberg   | Renault                   | 1:39.201           | 1:29.340           | 1:28.856           | 5                |
| 7                           | 11  | Sergio Pérez      | Force India-Mercedes      | 1:42.009           | 1:29.824           | 1:28.902           | 6                |
| 8                           | 31  | Esteban Ocon      | Force India-Mercedes      | 1:39.738           | 1:29.701           | 1:29.074           | 7                |
| 9                           | 2   | Stoffel Vandoorne | McLaren-Honda             | 1:40.011           | 1:30.105           | 1:29.418           | 8                |
| 10                          | 8   | Romain Grosjean   | Haas-Ferrari              | 1:42.042           | 1:29.966           | 1:29.549           | 10               |
| 11                          | 30  | Jolyon Palmer     | Renault                   | 1:41.404           | 1:30.193           |                    | 11               |
| 12                          | 26  | Daniil Kvjat      | Toro Rosso                | 1:41.726           | 1:30.355           |                    | 12               |
| 13                          | 14  | Fernando Alonso   | McLaren-Honda             | 1:37.598           | 1:30.600           |                    | 20               |
| 14                          | 55  | Carlos Sainz Jr.  | Toro Rosso                | 1:41.114           | 1:31.368           |                    | 13               |
| 15                          | 19  | Felipe Massa      | Williams-Mercedes         | 1:41.874           | 1:31.482           |                    | 14               |
| 16                          | 18  | Lance Stroll      | Williams-Mercedes         | 1:42.573           |                    |                    | 15               |
| 17                          | 20  | Kevin Magnussen   | Haas-Ferrari              | 1:42.577           |                    |                    | 16               |
| 18                          | 94  | Pascal Wehrlein   | Sauber-Ferrari            | 1:42.593           |                    |                    | 17               |
| 19                          | 9   | Marcus Ericsson   | Sauber-Ferrari            | 1:42.633           |                    |                    | 18               |
| 20                          | 3   | Daniel Ricciardo  | Red Bull Racing-TAG Heuer | 1:42.966           |                    |                    | 19               |
| 107 % času vítěze: 1:44.429 |     |                   |                           |                    |                    |                    |                  |
| Zdroj:                      |     |                   |                           |                    |                    |                    |                  |

Poznámky
1. ↑  Valtteri Bottas obdržel trest posunu o 5 míst vzad za neplánovanou výměnu převodovky.
2. ↑  Fernando Alonso obdržel trest posunu o 30 míst vzad za překročení počtu povolených pohonných jednotek.
3. ↑  Daniel Ricciardo obdržel trest posunu o 15 míst vzad - 10 míst za překročení počtu povolených pohonných jednotek a 5 míst 5 míst vzad za neplánovanou výměnu převodovky.

## Závod
| Poř.   | No. | Jezdec            | Konstruktér               | Počet kol | Čas/Odstoupení    | Pořadí na startu | Body |
| ------ | --- | ----------------- | ------------------------- | --------- | ----------------- | ---------------- | ---- |
| 1      | 44  | Lewis Hamilton    | Mercedes                  | 51        | 1:21:27.430       | 1                | 25   |
| 2      | 77  | Valtteri Bottas   | Mercedes                  | 51        | +14.063           | 9                | 18   |
| 3      | 7   | Kimi Räikkönen    | Ferrari                   | 51        | +36.570           | 2                | 15   |
| 4      | 33  | Max Verstappen    | Red Bull Racing-TAG Heuer | 51        | +52.125           | 4                | 12   |
| 5      | 3   | Daniel Ricciardo  | Red Bull Racing-TAG Heuer | 51        | +1:05.955         | 19               | 10   |
| 6      | 27  | Nico Hülkenberg   | Renault                   | 51        | +1:08.109         | 5                | 8    |
| 7      | 5   | Sebastian Vettel  | Ferrari                   | 51        | +1:33.989         | 3                | 6    |
| 8      | 31  | Esteban Ocon      | Force India-Mercedes      | 50        | +1 Kolo           | 7                | 4    |
| 9      | 11  | Sergio Pérez      | Force India-Mercedes      | 50        | +1 Kolo           | 6                | 2    |
| 10     | 19  | Felipe Massa      | Williams-Mercedes         | 50        | +1 Kolo           | 14               | 1    |
| 11     | 2   | Stoffel Vandoorne | McLaren-Honda             | 50        | +1 Kolo           | 8                |      |
| 12     | 20  | Kevin Magnussen   | Haas-Ferrari              | 50        | +1 Kolo           | 16               |      |
| 13     | 8   | Romain Grosjean   | Haas-Ferrari              | 50        | +1 Kolo           | 10               |      |
| 14     | 9   | Marcus Ericsson   | Sauber-Ferrari            | 50        | +1 Kolo           | 18               |      |
| 15     | 26  | Daniil Kvjat      | Toro Rosso                | 50        | +1 Kolo           | 12               |      |
| 16     | 18  | Lance Stroll      | Williams-Mercedes         | 50        | +1 Kolo           | 15               |      |
| 17     | 94  | Pascal Wehrlein   | Sauber-Ferrari            | 50        | +1 Kolo           | 17               |      |
| Ret    | 14  | Fernando Alonso   | McLaren-Honda             | 32        | Palivové čerpadlo | 20               |      |
| Ret    | 55  | Carlos Sainz Jr.  | Toro Rosso                | 0         | Kolize            | 13               |      |
| DNS    | 30  | Jolyon Palmer     | Renault                   | 0         | Hydraulika        | —                |      |
| Zdroj: |     |                   |                           |           |                   |                  |      |

Poznámky
1. ↑  Jolyon Palmer do závodu vůbec nenastoupil, protože měl během zaváděcího kola problémy s hydraulikou.

### Průběžné pořadí šampionátu
Pohár jezdců
|  | Pořadí | Jezdec           | Body |
|  | ------ | ---------------- | ---- |
|  | 1      | Sebastian Vettel | 177  |
|  | 2      | Lewis Hamilton   | 176  |
|  | 3      | Valtteri Bottas  | 154  |
|  | 4      | Daniel Ricciardo | 117  |
|  | 5      | Kimi Räikkönen   | 98   |

Pohár konstruktérů
|  | Pozice | Tým                       | Body |
|  | ------ | ------------------------- | ---- |
|  | 1      | Mercedes                  | 330  |
|  | 2      | Ferrari                   | 275  |
|  | 3      | Red Bull Racing-TAG Heuer | 174  |
|  | 4      | Force India-Mercedes      | 95   |
|  | 5      | Williams-Mercedes         | 41   |